# 雷諾島
雷諾島（英語：Renaud Island）是南極洲的島嶼，屬於比斯科群島的一部分，位於南極半島西岸對開海域，皮特群島和拉博島之間，島嶼長40公里、寬11公里，該島在1908至1910年被法國南極考察隊發現。
65°54′S 65°59′W / 65.900°S 65.983°W